# Arrival (filme)
Arrival (bra: A Chegada; prt: O Primeiro Encontro) é um filme norte-americano de drama e ficção científica de 2016, dirigido por Denis Villeneuve e escrito por Eric Heisserer. A obra é baseada no conto de 1998 "História da Sua Vida", de Ted Chiang.
O filme é estrelado por Amy Adams como Louise Banks, uma linguista recrutada pelo Exército dos Estados Unidos para descobrir como se comunicar com extraterrestres que chegaram à Terra, antes que as tensões escalem para uma guerra. Jeremy Renner, Forest Whitaker e Michael Stuhlbarg aparecem em papéis de apoio.
Arrival teve sua estreia mundial no Festival de Cinema de Veneza em 1º de setembro de 2016 e foi lançado nos cinemas dos Estados Unidos pela Paramount Pictures em 11 de novembro de 2016. Arrecadou US$ 203 milhões em todo o mundo e recebeu aclamação da crítica, com elogios especiais para a performance de Adams, a direção de Villeneuve e a exploração da comunicação com inteligências extraterrestres. Considerado um dos melhores filmes de 2016, A Chegada apareceu em várias listas de fim de ano de críticos e foi selecionado pelo American Film Institute como um dos dez "Filmes do Ano".
O filme recebeu oito indicações no Oscar de 2017, incluindo Melhor Filme, Melhor Diretor, Melhor Fotografia, Melhor Roteiro Adaptado, e venceu na categoria de Melhor Edição de Som. Por sua atuação, Adams recebeu indicações para o BAFTA, SAG e Critics' Choice; no Globo de Ouro de 2017, Adams foi indicada ao Globo de Ouro de Melhor Atriz e Jóhann Jóhannsson foi indicado ao Globo de Ouro de Melhor Trilha Sonora Original. O filme foi premiado com o Ray Bradbury Award de Destaque em Apresentação Dramática e o Hugo Award de Melhor Apresentação Dramática em 2017. A trilha sonora de Jóhann foi indicada a Melhor Trilha Sonora para Mídia Visual no Grammy Awards de 2018.

## Enredo
A filha da linguista Louise Banks, Hannah, morre aos doze anos de uma doença incurável.
Doze naves espaciais extraterrestres pairam sobre vários locais ao redor da Terra. No pânico generalizado que se segue, as nações afetadas enviam militares e cientistas para monitorá-las e estudá-las. Nos Estados Unidos, o Coronel Weber, do Exército dos EUA, recruta Banks e o físico Ian Donnelly para estudar a nave sobre Montana. A bordo, Banks e Donnelly fazem contato com dois alienígenas semelhantes a cefalópodes, com sete membros, a quem chamam de "heptapods"; Donnelly os apelida de Abbott e Costello. Banks e Donnelly pesquisam a complexa linguagem escrita dos heptapods, que consiste em frases escritas com logogramas, e compartilham os resultados com outras nações. Enquanto Banks estuda a linguagem, ela começa a ter visões semelhantes a flashbacks de sua filha.
Quando Banks consegue estabelecer vocabulário compartilhado suficiente para perguntar por que os heptapods vieram, eles respondem com uma declaração que pode ser traduzida como "oferecer arma". A China interpreta isso como "usar arma", levando-os a interromper as comunicações, e outras nações os seguem. Banks argumenta que o símbolo interpretado como "arma" pode estar mais abstratamente relacionado aos conceitos de "meios" ou "ferramenta"; a tradução da China provavelmente resulta da interação com os heptapods usando mahjong, um jogo altamente competitivo. Enquanto isso, a equipe russa recebe uma mensagem que traduzem como "não há tempo", o que eles interpretam como uma possível ameaça.
Soldados rebeldes plantam uma bomba na nave de Montana. Desavisados, Banks e Donnelly reentram na nave alienígena, e os alienígenas lhes dão uma mensagem mais complexa. Pouco antes da bomba explodir, um dos alienígenas ejeta Donnelly e Banks da nave, deixando-os inconscientes. Quando acordam, a nave heptapod se moveu para além do alcance e o exército dos EUA está se preparando para evacuar em caso de retaliação.
O General Shang, da China, emite um ultimato à nave alienígena na China, exigindo que ela parta em 24 horas. Rússia, Paquistão e Sudão seguem o exemplo; as comunicações entre as equipes de pesquisa internacionais são encerradas à medida que o pânico mundial se instala.
Donnelly descobre que o símbolo para tempo está presente em toda a mensagem e que a escrita ocupa exatamente um doze avos do espaço 3D para o qual é projetada. Banks sugere que a mensagem completa é dividida entre as doze naves e que os heptapods querem que todas as nações colaborem para decifrá-la.
Banks vai sozinha para a nave de Montana, que envia uma cápsula de transporte. Abbott foi mortalmente ferido como resultado da explosão. Costello explica que eles vieram para ajudar a humanidade, porque em 3.000 anos eles precisarão da ajuda da humanidade em troca. Banks percebe que a "arma" é a linguagem deles. Aprender a linguagem altera a percepção linear do tempo dos humanos, permitindo-lhes experimentar memórias de eventos futuros. As visões de Banks sobre sua filha são reveladas como premonições; sua filha não nascerá até algum momento no futuro.
Banks retorna ao acampamento enquanto ele está sendo evacuado e diz a Donnelly que a linguagem dos alienígenas é a "ferramenta" que era significada pela palavra "arma". Ela tem uma premonição de um evento das Nações Unidas celebrando a unidade global alcançada ao decifrar a linguagem dos heptapods. No evento, o General Shang agradece a Banks por persuadi-lo a parar o ataque quando ela ligou para seu número privado e recitou as últimas palavras de sua esposa. Ele então mostra a ela seu número privado e sussurra as palavras de sua esposa em seu ouvido.
No presente, Banks pega o telefone via satélite do agente da CIA Halpern de uma mesa e liga para o número privado de Shang para recitar as palavras. Os chineses anunciam que estão recuando e liberando seu um doze avos da mensagem. Os outros países seguem o exemplo, e as doze naves partem.
Com base no que aprendeu, Banks escreve e publica um livro chamado A Linguagem Universal, um guia para a linguagem heptapod, que eventualmente ensinará a humanidade a perceber o tempo da mesma forma que os heptapods.
Durante a evacuação, Donnelly expressa seu amor por Banks. Eles conversam sobre suas escolhas de vida e se ele as mudaria se pudesse ver sua vida do início ao fim. Banks sabe que ela concordará em ter um filho com ele, apesar de saber o destino deles: que Hannah morrerá de uma doença incurável e que Donnelly os deixará como resultado de ela ter revelado que sabia disso.

## Elenco
- Amy Adams ... Dr. Louise Banks
- Jeremy Renner ... Ian Donnelly
- Forest Whitaker ...  GT Weber

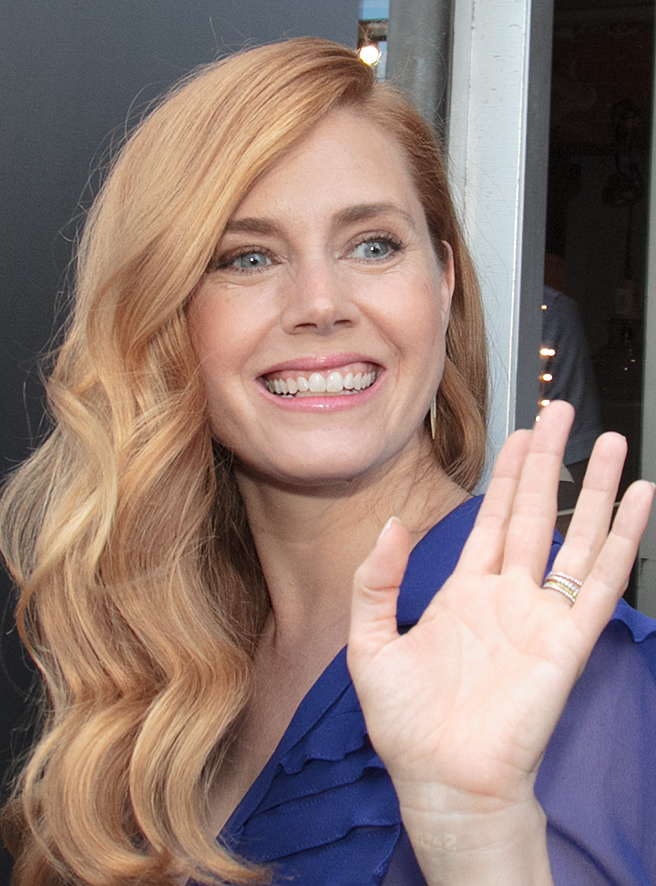
Amy Adams interpreta a linguista Louise Banks

- Michael Stuhlbarg ... David Halpern
- Tzi Ma ... General Shang
- Mark O'Brien ... Marks
- Abigail Pniowsky ... Hannah (8 anos)
- Julia Scarlett Dan ... Hannah (12 anos)
- Jadyn Malone ... Hannah (6 anos)
- Frank Schorpion ... Dr. Kettler

### Dublagem brasileira
- Estúdio de dublagem: Delart[12]

## Prêmios e indicações
| Prêmio                                        | Categoria                                 | Recipiente                                                | Resultado |
| --------------------------------------------- | ----------------------------------------- | --------------------------------------------------------- | --------- |
| Camerimage 2016                               | Melhor cinematografia                     | Bradford Young                                            | Venceu    |
| Critics' Choice 2016                          | Melhor filme                              | Shawn Levy, Dan Levine, Aaron Ryder, David Linde          | Indicado  |
| Critics' Choice 2016                          | Melhor direção                            | Denis Villeneuve                                          | Indicado  |
| Critics' Choice 2016                          | Melhor atriz                              | Amy Adams                                                 | Indicado  |
| Critics' Choice 2016                          | Melhor roteiro adaptado                   | Eric Heisserer                                            | Venceu    |
| Critics' Choice 2016                          | Melhor cinematografia                     | Bradford Young                                            | Indicado  |
| Critics' Choice 2016                          | Melhor direção de arte                    | Paul Hotte, André Valade, Patrice Vermette                | Indicado  |
| Critics' Choice 2016                          | Melhor edição                             | Joe Walker                                                | Indicado  |
| Critics' Choice 2016                          | Melhores efeitos visuais                  |                                                           | Indicado  |
| Critics' Choice 2016                          | Melhor filme sci-fi/terror                | Shawn Levy, Dan Levine, Aaron Ryder, David Linde          | Venceu    |
| Critics' Choice 2016                          | Melhor trilha sonora                      | Jóhann Jóhannsson                                         | Indicado  |
| Globo de Ouro 2017                            | Melhor atriz em filme dramático           | Amy Adams                                                 | Indicado  |
| Globo de Ouro 2017                            | Melhor trilha sonora original             | Jóhann Jóhannsson                                         | Indicado  |
| Hollywood Music in Media                      | Melhor trilha sonora em ficção científica | Jóhann Jóhannsson                                         | Indicado  |
| National Board of Review                      | Top 10                                    | Top 10                                                    | Venceu    |
| National Board of Review                      | Melhor atriz                              | Amy Adams                                                 | Venceu    |
| Festival de Veneza                            | Future Film Festival Digital              | Denis Villeneuve                                          | Venceu    |
| Festival de Veneza                            | Leão de Ouro                              | Denis Villeneuve                                          | Indicado  |
| Washington D.C. Area Film Critics Association | Melhor filme                              | Shawn Levy, Dan Levine, Aaron Ryder, David Linde          | Indicado  |
| Washington D.C. Area Film Critics Association | Melhor diretor                            | Denis Villeneuve                                          | Indicado  |
| Washington D.C. Area Film Critics Association | Melhor atriz                              | Amy Adams                                                 | Indicado  |
| Washington D.C. Area Film Critics Association | Melhor roteiro adaptado                   | Eric Heisserer                                            | Venceu    |
| Washington D.C. Area Film Critics Association | Melhor direção de arte                    | Patrice Vermette, Paul Hotte                              | Indicado  |
| Washington D.C. Area Film Critics Association | Melhor cinematografia                     | Bradford Young                                            | Indicado  |
| Washington D.C. Area Film Critics Association | Melhor edição                             | Joe Walker                                                | Indicado  |
| Washington D.C. Area Film Critics Association | Melhor trilha sonora                      | Jóhann Jóhannsson                                         | Indicado  |
| Oscar 2017                                    | Melhor filme                              | Shawn Levy, Dan Levine, Aaron Ryder, David Linde          | Indicado  |
| Oscar 2017                                    | Melhor direção                            | Dennis Villeneuve                                         | Indicado  |
| Oscar 2017                                    | Melhor roteiro adaptado                   | Eric Heisserer                                            | Indicado  |
| Oscar 2017                                    | Melhor edição de som                      | Sylvain Bellemare                                         | Venceu    |
| Oscar 2017                                    | Melhor som                                | Bernard Gariépy Strobl, Claude La Haye                    | Indicado  |
| Oscar 2017                                    | Melhor design de produção                 | Patrice Vermette, Paul Hotte                              | Indicado  |
| Oscar 2017                                    | Melhor fotografia                         | Bradford Young                                            | Indicado  |
| Oscar 2017                                    | Melhor edição                             | Joe Walker                                                | Indicado  |
| BAFTA 2017                                    | Melhor atriz                              | Amy Adams                                                 | Indicado  |
| BAFTA 2017                                    | Melhor trilha sonora                      | Jóhann Jóhannsson                                         | Indicado  |
| BAFTA 2017                                    | Melhor cinematografia                     | Bradford Young                                            | Indicado  |
| BAFTA 2017                                    | Melhor direção                            | Dennis Villeneuve                                         | Indicado  |
| BAFTA 2017                                    | Melhor montagem                           | Joe Walker                                                | Indicado  |
| BAFTA 2017                                    | Melhor som                                | Claude La Haye, Bernard Gariépy Strobl, Sylvain Bellemare | Venceu    |
| BAFTA 2017                                    | Melhor filme                              | Dan Levine, Shawn Levy, David Linde, Aaron Ryder          | Indicado  |
| BAFTA 2017                                    | Melhores efeitos visuais                  | Louis Morin                                               | Indicado  |

## Recepção

### Bilheteria
Arrival arrecadou 100,6 milhões de dólares apenas nos Estados Unidos e no Canadá e 102,8 milhões em outros territórios, totalizando assim uma bilheteria mundial de 203,4 milhões, contra um orçamento de produção de 47 milhões de dólares.

### Crítica
Arrival foi aclamado pela crítica especializada. Com uma aprovação de 94% no Rotten Tomatoes baseada em 309 resenhas, obtendo uma pontuação equivalente a 8,4/10. Alcançou uma pontuação de 81 em 100 no Metacritic, com base em 52 críticas.